# Phare de Portland
Le phare de Portland est un phare de port situé à l'extrémité sud du brise-lames du nord-est du port de Portland adjacent à l'Île de Portland, dans le comté du Dorset en Angleterre.
Ce phare est géré par l'autorité portuaire de Portland.

## Histoire
Le phare est une structure hexagonale métallique peinte en blanc, d'une hauteur de 22 mètres, et a été créée en 1905. Entourant le phare se trouvent divers bâtiments défensifs tels que des pillboxes.
À l'origine, la lumière du phare était alimentée au pétrole et plus tard, au gaz. Aujourd'hui, il est alimenté électriquement avec une lampe LED moderne. L'utilisation actuelle du phare est l'aide à la navigation des bateaux dans la zone du port de Portland, en marquant les brise-lames par un flash blanc toutes les 10 secondes.
Identifiant : ARLHS : ENG-107 - Amirauté : A0314 - NGA : 0464 .
|                              |
| L'entrée du port de Portland |

|          |
| Le phare |

### Lien connexe
- Liste des phares en Angleterre